# 249 (szám)
A 249 (római számmal: CCXLIX) egy természetes szám, félprím, a 3 és a 83 szorzata.

## A szám a matematikában
A tízes számrendszerbeli 249-es a kettes számrendszerben 11111001, a nyolcas számrendszerben 371, a tizenhatos számrendszerben F9 alakban írható fel.
A 249 páratlan szám, összetett szám, azon belül félprím, kanonikus alakban a 31 · 831 szorzattal, normálalakban a 2,49 · 102 szorzattal írható fel. Négy osztója van a természetes számok halmazán, ezek növekvő sorrendben: 1, 3, 83 és 249.
A 249 négyzete 62 001, köbe 15 438 249, négyzetgyöke 15,77973, köbgyöke 6,29119, reciproka 0,0040161. A 249 egység sugarú kör kerülete 1564,51314 egység, területe 194 781,88612 területegység; a 249 egység sugarú gömb térfogata 64 667 586,2 térfogategység.
A 249 helyen az Euler-függvény helyettesítési értéke 164, a Möbius-függvényé 1, a Mertens-függvényé −1.